# Kumple (serial telewizyjny)
Kumple (ang. Skins) – brytyjski serial opowiadający o życiu grupy nastolatków z Bristolu. Premiera pierwszej serii miała miejsce 25 stycznia 2007 roku na antenie kanału E4. Tytuł serialu pochodzi od słowa skins, które w slangu brytyjskim oznacza bletkę – bibułkę do skręcania jointów bądź papierosów.
Polska premiera serialu miała miejsce 2 lipca 2007 roku na antenie BBC Entertainment. Druga seria emitowana była od 13 maja 2008 roku. Serial nadawany był z polskim lektorem.
Serial porusza wiele kontrowersyjnych kwestii, we wszystkie zaś zaangażowani są nastolatkowie. Bohaterowie wychowują się w dysfunkcyjnych rodzinach, piją alkohol, palą papierosy, idą do łóżka z niewłaściwymi osobami, przeklinają, nie potrafią odnaleźć siebie. Twórcami Kumpli są Bryan Elsley i jego syn Jamie Brittain. Po dwóch seriach wymieniono całą główną obsadę, tak więc serie trzecia i czwarta opowiadają o nowym „pokoleniu” nastolatków, borykającym się z innymi problemami niż ich poprzednicy. Cechą rozpoznawczą serialu jest zatrudnianie nieznanych bądź mało znanych młodych aktorów oraz scenarzystów.
Seria doczekała się amerykańskiego remake’u, emitowanego na antenie tamtejszego MTV od 17 stycznia 2011 roku, a w Polsce od 15 maja 2011 na kanale MTV Polska.

## Produkcja serialu

### Scenariusz
Scenariusze poszczególnych odcinków pisane są przez młode osoby, których średni wiek to 21 lat. Współproducent serii w jednym z wywiadów przyznał: Chodzi przede wszystkim o scenariusz (...) Chcemy pokazać naszym widzom, że nie są sami. Zawsze ktoś ominie spotkanie dla scenarzystów, ponieważ zajęty jest przygotowaniami do egzaminów.

### Zdjęcia
Zdjęcia do serialu powstają w Bristolu, sceny rozgrywające się w Roundview College kręcone są w Henbury School, która zastąpiła wcześniejszą Filton College i John Cabot Academy. Wiele scen kręconych jest także w okolicach College Green. Całość serialu kręcona jest w standardzie high definition przy użyciu kamer Sony HDW-750P w seriach pierwszej i drugiej, które później zastąpione zostały przez HDW-F900R. Serial montowany jest w BBC Studios and Post Production w Bristolu przy użyciu oprogramowania Autodesk Lustre and Autodesk Smoke.
W kwietniu 2008 roku, po zakończeniu emisji drugiej serii, ogłoszono, że oryginalna obsada, z wyjątkiem Kayi Scodelario i Lisy Backwell, zostanie zastąpiona w serii trzeciej. Twórca serialu, Bryan Elsley, powiedział wtedy: Wymiana obsady to ryzykowne przedsięwzięcie, ale postanowiliśmy to zrobić. Co prawda przedstawiciele stacji mieli pewne obiekcje, jednak ostatecznie pozwolili nam działać po swojemu. Podczas konferencji zorganizowanej przez magazyn „Broadcast” potwierdził również, że powtórzony zostanie model z dwóch pierwszych serii: W pierwszej serii przedstawiamy dzieciaki, w drugiej poznajemy je dokładniej, badamy ich psychikę, po czym pozwalamy im odejść. Jamie Brittain dodał, że nowi bohaterowie będą bardzo różnili się od poprzednich, jednakże nadal zauważalne będą pomiędzy nimi podobieństwa. Na zorganizowane w Bristolu przesłuchania do drugiej i trzeciej serii zgłosiło się około półtora tysiąca osób w wieku od szesnastu do osiemnastu lat, przez kolejne dwa dni castingi odbywały się również w Londynie.

## Lista odcinków
| Seria | Seria | Odcinki | Premiera         | Finał            | Wydania DVD      | Wydania DVD      | Wydania DVD |
| Seria | Seria | Odcinki | Premiera         | Finał            | Region 1         | Region 2         | Płyt        |
| ----- | ----- | ------- | ---------------- | ---------------- | ---------------- | ---------------- | ----------- |
|       | 1     | 9       | 25 stycznia 2007 | 22 marca 2007    | 13 stycznia 2009 | 24 września 2007 | 3           |
|       | 2     | 10      | 11 lutego 2008   | 14 kwietnia 2008 | 14 kwietnia 2009 | 5 maja 2008      | 3           |
|       | 3     | 10      | 22 stycznia 2009 | 26 marca 2009    | 7 września 2010  | 6 kwietnia 2009  | 3           |
|       | 4     | 8       | 28 stycznia 2010 | 18 marca 2010    | 11 stycznia 2011 | 22 marca 2010    | 3           |
|       | 5     | 8       | 27 stycznia 2011 | 17 marca 2011    | b.d.             | 21 marca 2011    | 3           |
|       | 6     | 10      | 23 stycznia 2012 | 26 marca 2012    | b.d.             | 23 kwietnia 2012 | 3           |
|       | 7     | 6       | 1 lipca 2013     | 5 sierpnia 2013  | b.d.             | b.d.             | b.d.        |

## Bohaterowie

### Pierwsza generacja
- Anthony "Tony" Stonem – pewny siebie chłopak, hedonista, uwielbiany przez wszystkich. Umawia się z Michelle, jednak często ją zdradza m.in. z Abigail. Jest starszym bratem Effy. Miał wypadek przez który stał się innym człowiekiem.
- Michelle Richardson – dziewczyna Tony'ego, łamaczka męskich serc, wychowywana przez matkę, która szuka partnera na stałe. Michelle i Tony przeżywali wiele wzlotów i upadków (Michelle związała się na pewien czas z Sidem), ale i tak zawsze do siebie wracali.
- Sidney "Sid" Jenkins – prawiczek, bardzo chce stracić dziewictwo. Początkowo kocha Michelle, jednak z czasem zakochuje się w Cassie, z którą zaczyna związek na odległość (dziewczyna przeprowadza się do Szkocji). Sid podziwia swojego najlepszego przyjaciela, Tony'ego, choć pod koniec pierwszego sezonu jego podziw przestaje być ślepym uwielbieniem. Jest przy przyjacielu przez długi czas po wypadku.
- Cassandra "Cassie" Ainsworth – anorektyczka, leczy się z zaburzeń odżywiania. Zakochuje się w Sidzie. Ostatecznie stają się parą, po czym Cassie przeprowadza się do Szkocji. Cassie żyje we własnym świecie, prowadzi bardzo koczowniczy tryb życia.
- Christopher "Chris" Miles – jego matka wyjeżdża, zostawiając go samego, wskutek czego kradną mu dom i musi zamieszkać w akademiku. Zakochany w nauczycielce psychologii, Angie, która nie radzi sobie z sytuacją, ale odwzajemnia jego zainteresowanie.
- Jalander "Jal" Fazer – dziewczyna utalentowana muzycznie, gra na klarnecie. Przyjaciółka Michelle. Mieszka z ojcem, który jest muzykiem, oraz z braćmi.
- Maxwell "Maxxie" Oliver – przystojny homoseksualista. W drugiej serii serialu pewna dziewczyna ma obsesję na punkcie Maxxiego. Jego najlepszym przyjacielem jest Anwar. Interesuje się tańcem. Po wypadku Tony'ego opiekuje się nim najbardziej z całej paczki. W drugiej serii poznaje chłopaka, Jamesa, i wyjeżdża do Londynu z nim oraz Anwarem.
- Anwar Kharral – jest muzułmaninem, ale niezbyt rygorystycznie podchodzi do zasad tej religii. W drugiej serii serialu spotyka się ze Sketch.
- Elizabeth "Effy" Stonem – siostra Tony'ego, którego bardzo kocha. Ciągle imprezuje. Przyjaźni się z Pandorą Moon.
- Lucy Sketch – pojawia się dopiero w drugim sezonie. Ma obsesję na punkcie Maxxiego i wykorzystuje jego przyjaciół by znaleźć się bliżej niego. Ma niepełnosprawną matkę, którą się opiekuje.
- Abigail Stock – córka właścicielki kliniki psychiatrycznej, w której leczy się Cassie. Tony zdradza z nią Michelle.
- Josh Stock – brat Abigail. Krótko umawiał się z Michelle. Podał Effy dużą dawkę heroiny, przez co skończyła w szpitalu.
- Madison "Mad" Twatter – diler narkotyków. Zmusza Sida do kupienia większej ilości zioła, potem zastrasza chłopaka. Leczy się z zaburzeń psychicznych w tej samej klinice co Cassie. Ostatecznie porachunki Sida z Twatterem kończy ojciec Jal.
- taksówkarz Alan – pracuje jako taksówkarz w klinice, w której leczy się Cassie. Z dziewczyną łączy go przyjaźń – Cassie ufa mu. Jest to postać epizodyczna, pojawia się tylko w drugim odcinku.
- Simon – chłopak Cassie, występujący tylko w pierwszym sezonie w odcinku "Michelle". Oboje są pacjentami kliniki.

### Druga generacja
- Elizabeth "Effy" Stonem – siostra Tony'ego z pierwszej generacji, imprezowiczka, która w głębi serca jest bardzo zagubiona i samotna. Miesza w życiu Freddiego, Cooka i JJa. Będąc w związku z Freddiem próbuje popełnić samobójstwo. Bardzo kocha Freddiego i Cooka. Nie wie kogo wybrać. Przyjaźni się z Pandą.
- James Cook – agresywny i porywczy, dzięki swojemu charakterowi wchodzi z konflikt z prawem i trafia do więzienia, z którego ucieka. Zakochany w Effy, oddany swoim przyjaciołom. Pod koniec czwartego sezonu, dowiedziawszy się o morderstwie Freddiego przez psychoterapeutę Effy, zabija mężczyznę w akcie zemsty.
- Frederick "Freddie" McClair – skromny i nieśmiały chłopak, najlepszy kumpel Cooka i JJ'a, chłopak Effy. Często jest pokrzywdzony przez ojca, rozpieszczoną siostrę oraz porywcze i egoistyczne wyczyny Cooka. Jego matka popełniła samobójstwo, dlatego po próbie samobójczej Effy stara się jej za wszelką cenę pomóc. Zostaje brutalnie zamordowany kijem baseballowym przez psychoterapeutę Effy.
- Jonah Jeremiah "JJ" Jones – przyjaciel Cooka i Freddiego, lubi sztuczki magiczne. Leczy się psychiatrycznie ze względu na napady agresji i wczesne stadium autyzmu. Z początku zakochany w Effy, później wiąże się z Larą Lloyd, starszą od siebie dziewczyną z dziewięciomiesięcznym dzieckiem.
- Pandora "Panda" Moon – przyjaciółka Effy z pierwszej generacji. Mocno zakręcona i nieco dziecinna. Dzięki Effy poznaje świat alkoholu, narkotyków i seksu. Związana z Thomasem, wyjeżdża do Stanów Zjednoczonych, do Harvardu ze względu na stypendium historyczne, które zdobywa.
- Emily Fitch – siostra bliźniaczka Katie, lesbijka zakochana w Naomi. Żyje w cieniu siostry. Rodzina nie akceptuje jej orientacji seksualnej. Emily wiąże się z Naomi, szczerze ją kocha. Po zakończeniu szkoły przenosi się z Naomi do Meksyku.
- Katherine "Katie" Fitch – siostra bliźniaczka Emily. Gwiazda w rodzinie, imprezowiczka, przez pewien czas związana z Freddiem. Gdy zaczyna pracę w firmie swojej mamy, dowiaduje się, że jest bezpłodna.
- Naomi Campbell – dziewczyna Emily, przez długi czas broni się przed swoją orientacją seksualną. Od zawsze podoba jej się Emily jednak próbuje to zmienić. Podczas gdy Emily jest na wakacjach, Naomi zdradza ją z Sophią, o czym Emily dowiaduje się na początku czwartego sezonu. Jednak kryzys w ich związku zostaje zażegnany i ostatecznie dziewczyny się godzą a ich relacja staje się silniejsza i dojrzalsza.
- Thomas Tomone – przyjeżdża do Anglii z Kongo, aby wieść lepsze życie. Dołącza do niego matka i dwójka młodszego rodzeństwa. Jest szantażowany przez gangi żądające haraczu. Związany z Pandorą, wydalony ze szkoły, dostaje jednak stypendium sportowe w Harvardzie.

### Trzecia generacja
- Francesca "Franky" Fitzgerald – postrzegana jako outsiderka, wychowywana przez parę homoseksualistów. Przenosi się z Oksfordu do Bristolu trzy tygodnie po rozpoczęciu roku szkolnego. Jest inteligentną i twórczą dziewczyną. Pod koniec sezonu okazuje się, że jest zakochana w Mattym.
- Aloysius "Alo" Creevey – wieczny optymista, Mieszka na wsi, kocha swoje auto i psa. Jest najlepszym przyjacielem Richa Hardbecka. W szóstym sezonie zakochuje się z wzajemnością w Mini, która zachodzi z nim w ciążę.
- Richard "Rich" Hardbeck – metalowiec, który nie może znaleźć swojej drugiej połówki. Jest nieśmiały wobec dziewczyn. Zakochuje się z wzajemnością w Grace. Najlepszy przyjaciel Alo.
- Minerva "Mini" McGuinness – przyjaźni się z Grace i Liv. Uważa się za najlepszą z paczki. Mieszka z matką. Ojciec się nią nie interesuje. Panicznie boi się stracić dziewictwo. Na początku sezonu nie może zaakceptować Franky lecz potem zostają koleżankami. Przez pewien czas związana z Nickiem, W szóstym sezonie zakochuje się w Alo i zachodzi z nim w ciążę. Początkowo nie może dopuścić do siebie myśli, że będzie miała dziecko.
- Olivia "Liv" Malone – przyjaciółka Mini i Grace. Po kryjomu kochała się z Nikiem, ówczesnym chłopakiem Mini. W jednym z odcinków poznaje Mattiego, brata Nicka. Zakochuje się w nim i są parą, lecz nie może zaakceptować tego że chłopak czuje coś do Franky. Ma skłonności do nadużywania alkoholu i agresji. Mieszka z wiecznie nieobecną matką i młodszą siostrą. Jej starsza siostra jest w więzieniu. Przyjaźni się z Alexem.
- Grace Blood, pseudonim Grace Violet – jej ojciec jest dyrektorem szkoły w Roundview College, przez co musi używać pseudonimu, żaden z kumpli nie wiedział, że jest ona córką profesora. Związana z Richem. Na początku szóstego sezonu, w czasie wakacji w Maroku ginie w wypadku samochodowym. Przyjaciółka Mini, Liv i Franky.
- Nicholas "Nick" Levan – chłopak Mini, który potem zerwał z nią dla Liv. Najpopularniejszy chłopak w szkole. Jest strasznie zagubiony po powrocie do domu jego brata Mattiego. W szóstym sezonie zakochuje się we Franky.
- Matthew "Matty" Levan – brat Nicka. Ma napięte stosunki z rodziną jednak postanawia do niej wrócić. Początkowo chłopak Liv, potem zakochany we Franky. W szóstym sezonie znika po wypadku. Cała paczka obwinia go o śmierć Grace.
- Alexander "Alex" Henley – pojawia się dopiero w szóstym sezonie. Jest homoseksualistą. Opiekuje się swoją babcią, która wkrótce umiera. Zaprzyjaźnia się z Liv.
- Luke – zły chłopak, który zakochuje się we Franky. Wprowadza ją na złą ścieżkę bijatyk i brudnych pieniędzy. Spowodował wypadek w Maroku. Ostatecznie Franky od niego odchodzi.